# Gare du Val d'Or
Ne doit pas être confondu avec Val-d'Or.
Vous lisez un « article de qualité » labellisé en 2019.
La gare du Val d'Or est une gare ferroviaire française de la ligne de Paris-Saint-Lazare à Versailles-Rive-Droite, située sur le territoire de la commune de Saint-Cloud, dans le département des Hauts-de-Seine, en région Île-de-France.
Une halte est mise en service en 1903 par la Compagnie des chemins de fer de l'Ouest, pour assurer la desserte de l'hippodrome de la Fouilleuse (devenu depuis l'hippodrome de Saint-Cloud). La gare prend son nom et sa configuration actuels, en 1911, lorsqu'elle est élevée au rang de station. De 1918 à 1952, elle est le point d'embranchement d'une ligne desservant des entreprises sur Suresnes et Rueil-Malmaison et notamment un arsenal militaire. Au début des années 2000, elle est totalement rénovée avec une nouvelle passerelle et des aménagements qui en font un modèle d'accessibilité aux personnes handicapées.
C'est une gare de voyageurs de la Société nationale des chemins de fer français (SNCF), desservie par les trains de la ligne L du Transilien. Elle se situe à 12,8 km de la gare de Paris-Saint-Lazare.

## Situation ferroviaire
Établie à 78 m d'altitude, la gare du Val d'Or est située au point kilométrique (PK) 12,769 de la ligne de Paris-Saint-Lazare à Versailles-Rive-Droite, entre les gares de Suresnes-Mont-Valérien et de Saint-Cloud.

## Toponymie
Val d'Or est, lors de la création de la halte en 1903, le nom du chemin qui va du champ de course de Saint-Cloud à la station de bateaux sur la Seine, après avoir traversé les voies de la ligne de Paris-Saint-Lazare à Versailles et de la ligne des Moulineaux,. En 2013, il est inclus dans le nom du quartier « Hippodrome/Fouilleuse/Val d'Or » où se situe la gare.
Le microtoponyme Val d'Or est attesté sous diverses formes : Vaudor en 1606, Vaulx d'or en juillet 1607, Vaux d'or en novembre 1607 et Veau d'or en août 1811. Il rappelle l'emplacement d'un « val riche et fertile » situé entre Saint-Cloud et Suresnes.

## Histoire

### 1903: halte du champ de courses de Saint-Cloud
La ligne d'Asnières à Versailles (Rive droite), mise en service officiellement le 4 août 1839 par la Société anonyme du chemin de Versailles (Rive droite), ne comporte pas d'arrêt entre la gare de Saint-Cloud et celle de Suresnes ouverte un an plus tard.

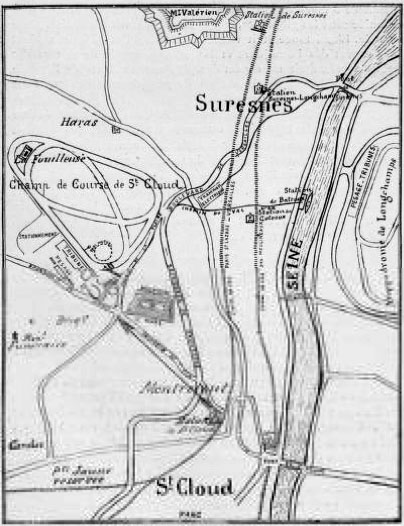
Plan de situation de l'hippodrome en 1901.

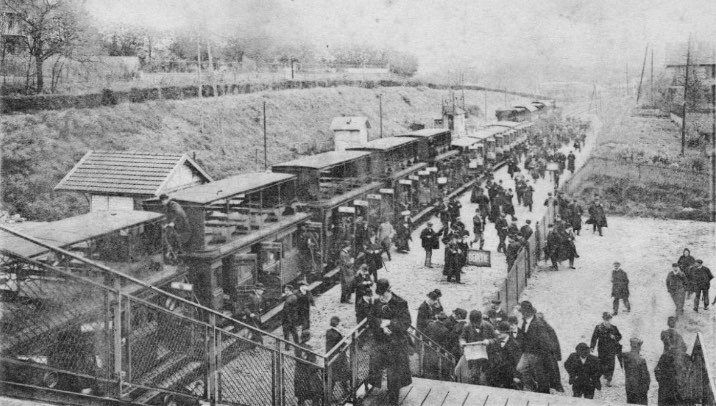
Arrivée d'un train, un jour de courses à l'hippodrome.

Le besoin d'un nouvel arrêt apparaît lors de la création de l'hippodrome de Saint-Cloud dans la plaine de Fouilleuse. Peu avant son inauguration, le 15 mars 1901, Le Sport universel illustré indique qu'il dispose, pour l'accès des spectateurs, de plusieurs moyens existants ou prévus, notamment la création d'une nouvelle gare, à 400 m de l'entrée par le chemin du Val d'Or. Elle y sera plus proche que la nouvelle station des Coteaux, sur la ligne des Moulineaux, ou que le ponton de bateaux des coteaux de Saint-Cloud, dont l'accès est alors barré par la ligne de Paris-Saint-Lazare à Versailles-Rive-Droite (voir plan de situation ci-contre).
En conséquence, et afin de faciliter l'accès au champ de courses, la société des Coteaux du bois de Boulogne et de Longchamp demande l'établissement d'une passerelle au-dessus des voies au point kilométrique (PK) 12,852. L'autorisation est obtenue en septembre 1901, pour une passerelle provisoire de deux mètres de largeur. La Société accepte, à ses frais, de l'agrandir et de la transformer en passerelle métallique, dès que la réalisation d'une halte sera décidée.
Le 17 janvier 1902, la décision de réaliser une halte est communiquée aux administrateurs de la Compagnie des chemins de fer de l'Ouest. Les travaux débutent au mois de mai en un point situé à peu près à égale distance entre les gares de Suresnes et de Saint-Cloud. En 1903, la halte dite du « champ de courses de Saint-Cloud » est mise en service. Elle dispose de deux quais, avec une voie spéciale desservant le quai montant, établie entre la halte et Saint-Cloud. Sa construction entraine l'élargissement à treize mètres de l'ouverture du pont de la rue du Calvaire, dit « pont des Trois Pierrots ». Une passerelle de quatre mètres de largeur complète l'ensemble. Lors de son ouverture, les trains de la ligne de Paris à Versailles la desservent seulement les jours de courses à l'hippodrome de la plaine de Fouilleuse.

### 1911: gare du Val d'Or
Le décret du 29 décembre 1909 autorise la commune de Saint-Cloud à emprunter 40 000 Fr pour, avec d'autres ressources, verser une subvention de 80 000 Fr pour les travaux de transformation de la halte en station. Le décret autorise également l'Administration des chemins de fer de l'État à percevoir, pendant une durée maximale de dix ans, des surtaxes locales applicables aux voyageurs empruntant cette nouvelle gare (5 centimes par billet simple et 10 centimes par billet d'aller et retour).
En 1911, l'État établit des voies de garage dans différentes gares de la ligne et notamment à la halte du champ de courses de Saint-Cloud dite du « Val d'Or » pour les trains de marchandises qui gênent la circulation des trains de voyageurs. Cette même année, l'État effectue des travaux pour transformer en gare voyageurs l'ancienne halte qu'il renomme gare du Val d'Or. Le bâtiment des voyageurs est édifié à cette occasion. Le 7 octobre 1911, le conseil municipal de Saint-Cloud fait part de son souhait que la gare soit renommée « Saint-Cloud - Val-d'Or », mais il n'est pas donné suite à cette requête.

La gare avant 1914
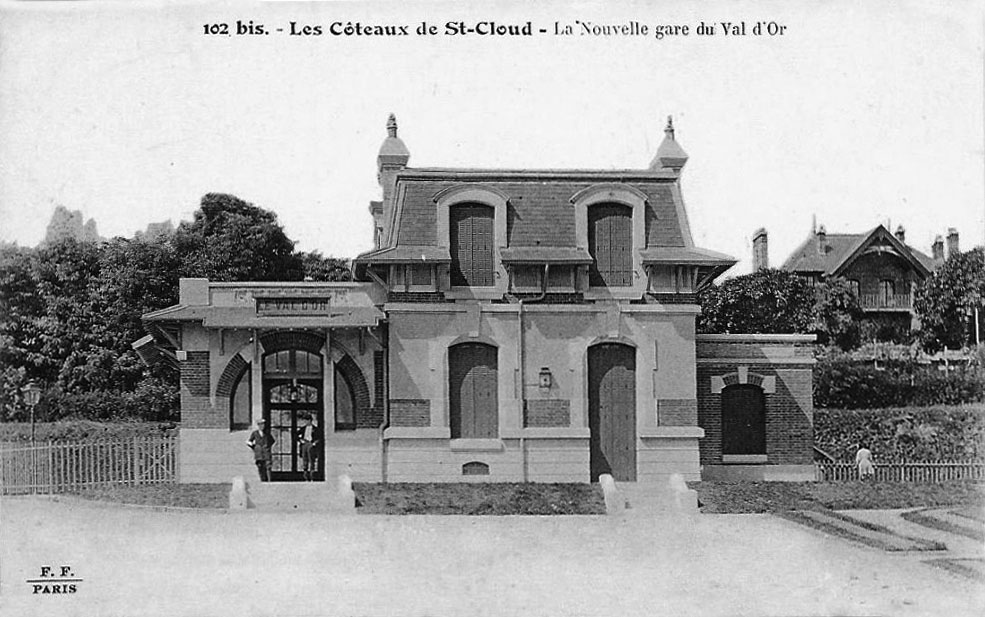
Le bâtiment voyageurs.
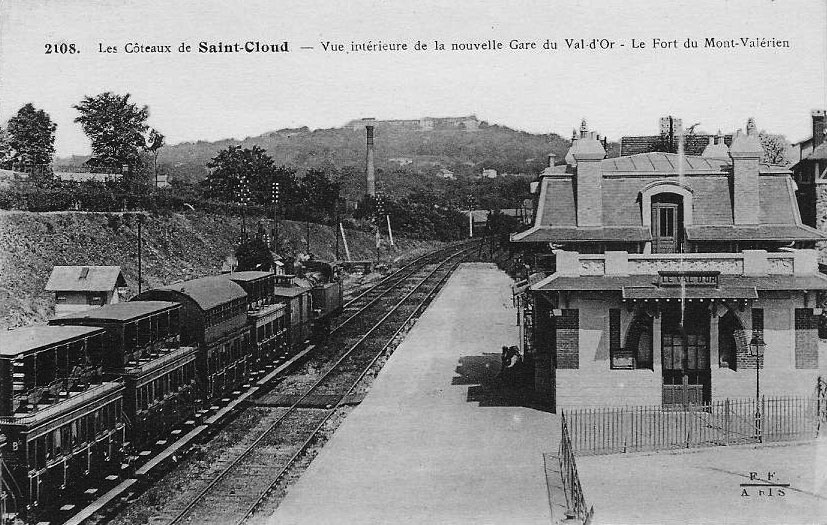
Un train à l'arrêt devant le bâtiment voyageurs.
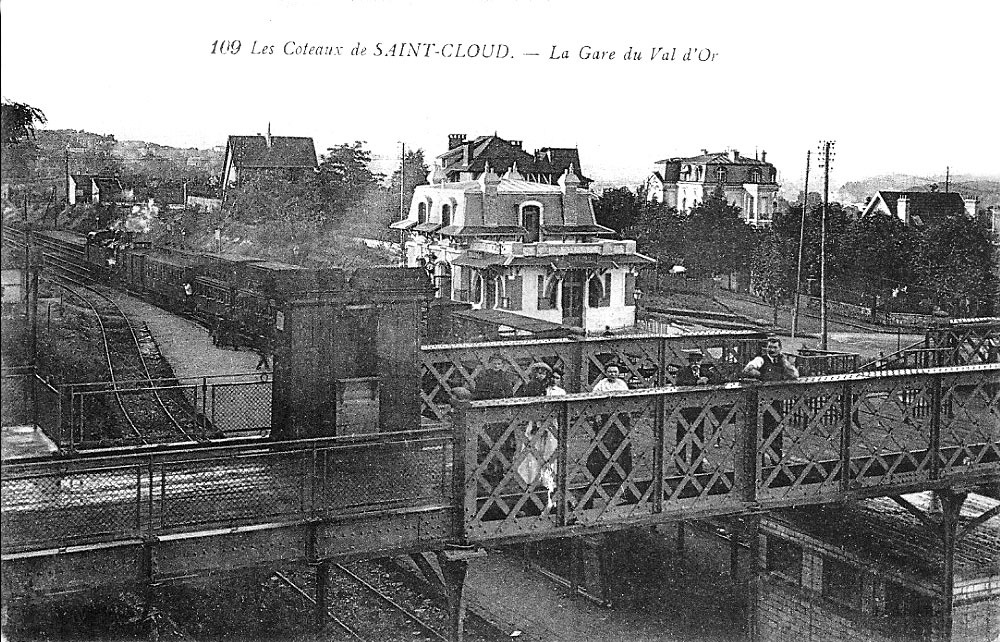
Une vue d'ensemble de la gare.

### 1918-1952: gare et embranchement des docks

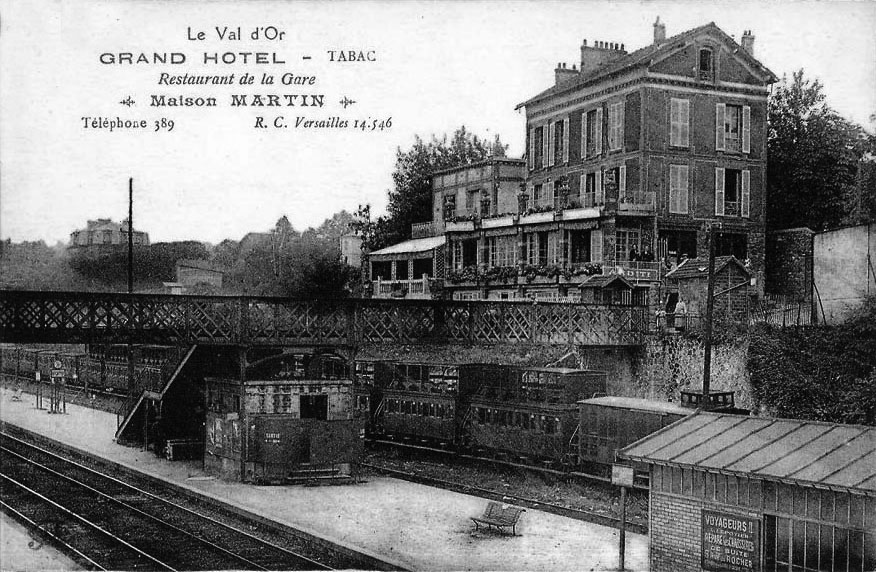
La gare vers 1920, à droite : les voies de garage pour l'embranchement.

En 1917, l'Atelier de construction de Puteaux, un arsenal manquant de surfaces disponibles sur son site d'origine, prend la décision de délocaliser sur Rueil une partie de ses productions et de raccorder ce nouvel atelier « à la voie ferrée du Val d'Or ».

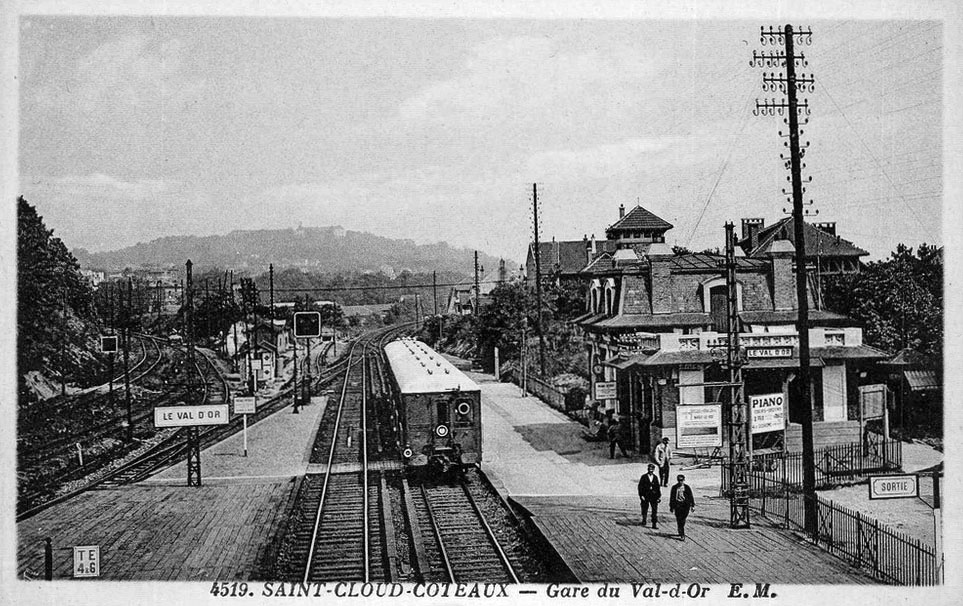
La gare et l'embranchement vers 1930.

À la fin de la Première Guerre mondiale, les installations de la gare sont modifiées lors de l'établissement de l'embranchement particulier, destiné à desservir « les docks et chambres à sable à édifier dans la plaine de la Fouilleuse […] par le service de l'artillerie de l'arsenal de Puteaux ». La ligne des docks est un embranchement à voie unique d'une longueur de 2 500 m et qui traverse le territoire des trois communes de Saint-Cloud, Suresnes et Rueil-Malmaison. Elle se débranche de la ligne de Versailles au nord de la gare du Val d'Or et se dirige vers le nord-ouest en rampe sensible sur les 250 premiers mètres où une dénivellation de quatre mètres est à rattraper. Des voies de garage sont établies en gare du Val d'Or, raccordées à la voie spéciale montante.
En 1918, le long du boulevard de Versailles, l'embranchement est raccordé à la voie du chemin de fer du bois de Boulogne (CFBB), Porte Maillot - Val d'Or - Saint-Cloud, devenue en 1921 la ligne 44 du tramway de la Société des transports en commun de la région parisienne (STCRP). Cette jonction permet d'établir deux circulations quotidiennes entre Porte Maillot et Rueil-Malmaison pour le personnel. Le tronçon est électrifié du boulevard de Versailles à l'usine de Rueil.

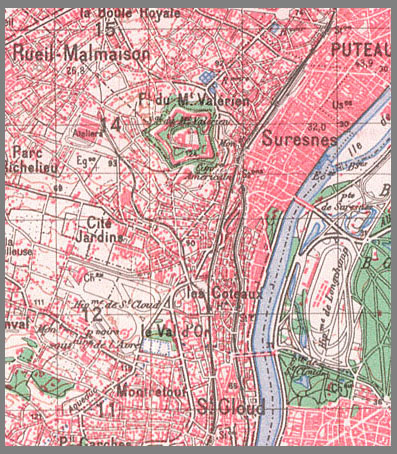
Carte IGN 1950, avec le tracé de l'embranchement de la gare aux ateliers de Rueil.

Au début des années 1920, les modestes installations de Rueil deviennent l'usine — ou arsenal — de Rueil, dépendant de l'atelier de construction de Puteaux (APX), situé le long du boulevard National à Puteaux. En 1926-1927, les maires de Rueil-Malmaison et de Suresnes entament des discussions avec la STCRP et l'autorité militaire afin d'engager des circulations voyageurs sur l'embranchement. Mais le projet est abandonné : la ligne 44 est supprimée le 28 décembre 1936 lors de la grande vague de retrait du tramway en France et remplacée par une ligne d'autobus portant le même indice. Dès 1927, le très mauvais état des traverses en sapin fait envisager à l'arsenal le transfert sur route des marchandises.
Entre le 20 mars et le 17 avril 1932 un détachement, composé d'un officier, un adjudant, trois sous-officiers, soixante caporaux et sapeurs, modifie sur 650 m de longueur le tracé de la « voie militaire raccordant l'arsenal de Puteaux à la gare du Val d'Or ».
Le 19 octobre 1945 à 12 h 45, un grave accident a lieu sur l'embranchement au carrefour de la Croix du Roy, lorsqu'un train transportant deux chars de trente tonnes vers l'arsenal percute un autobus de la ligne 44 : on compte plusieurs morts et une quinzaine de blessés. En 1953, le nom du docteur Bombiger est donné à une rue de la commune à la suite de son dévouement au secours des blessés lors de cet accident.

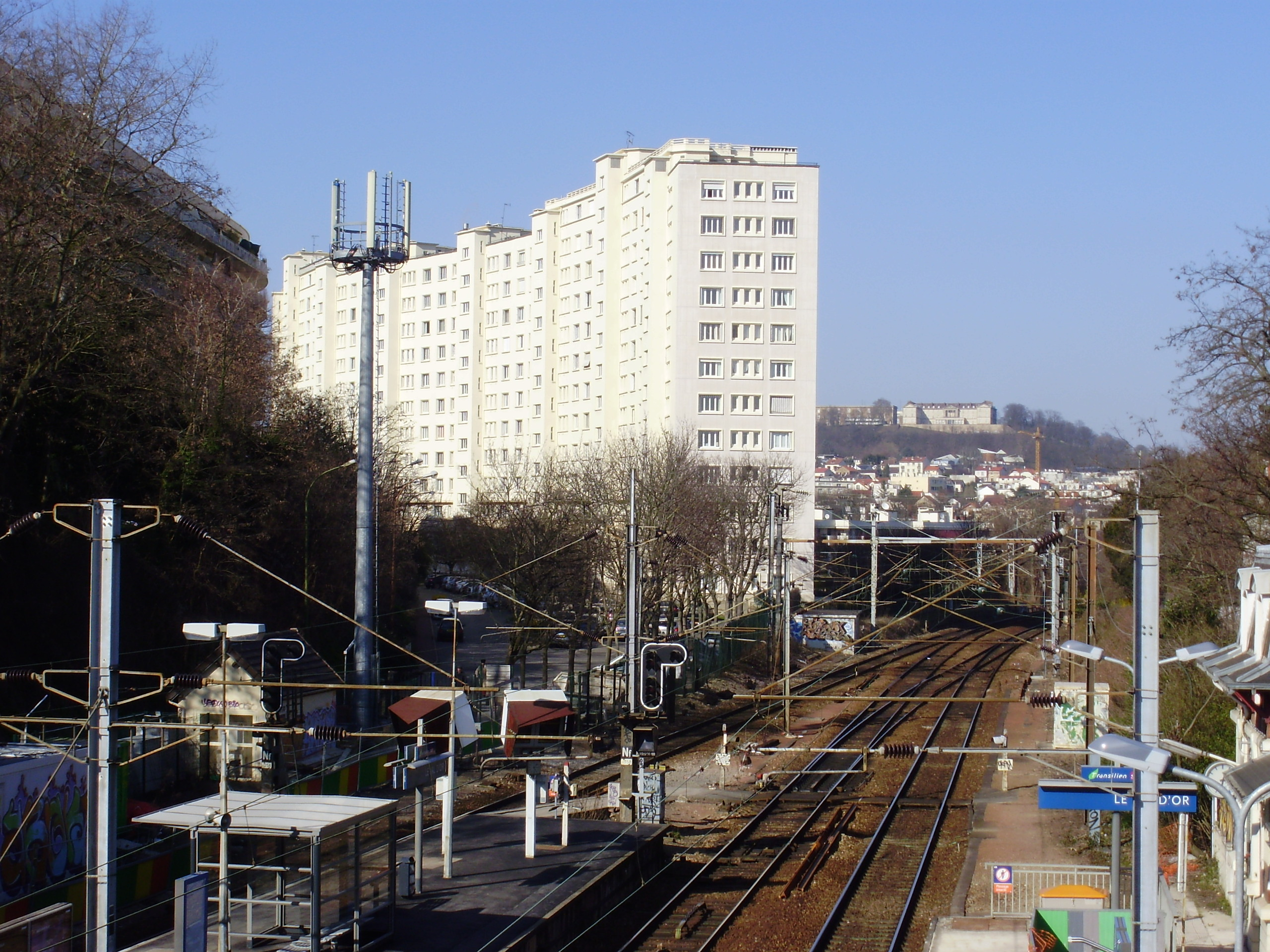
En 2011, on devine encore l'emplacement de l'embranchement des docks à gauche de l'immeuble. En arrière-plan, on distingue le mont Valérien.

L'exploitation de l'embranchement fait l'objet d'une convention avec l'Administration des chemins de fer de l'État, puis la SNCF, qui fournit les moyens de traction ; la dernière est signée en juillet 1950. Lors de la réorientation des activités de l'usine de Rueil, réduisant fortement le transport de matériel lourd, l'embranchement est finalement abandonné en 1959. Cette année-là, la SNCF perçoit 445 000 Fr pour la traction et 70 000 pour le désherbage de l'embranchement.
À la fin des années 1960, l'armée cède progressivement le site de l'usine de Rueil à la Régie Renault. Une partie du site de cet embranchement est occupée aujourd'hui par le parking de la résidence du Parc du Val d'Or (l'immeuble en « S » de grande taille, en blanc sur la photo ci-contre). Quelques traces de la voie ferrée sont encore visibles sur les vues aériennes.

### Évolution de la desserte de 1928 à 2004
La gare, desservie par des trains de banlieue électriques depuis la pose d'un troisième rail d'alimentation en 1928, est adaptée pour l'installation de la nouvelle alimentation par caténaire mise en service en 1976. Elle devient une gare de la ligne tangentielle, avec, dans ce cadre, l'aménagement d'une installation permanente de contre-sens (IPCS) entre la gare et celle de Suresnes-Mont-Valérien, en 1995. La ligne, et donc également la gare, sont intégrées dans le nouveau réseau Transilien en 1999 puis en 2004, dans la ligne U, nouvelle dénomination de la tangentielle (La Défense - La Verrière).

### 2008-2013: rénovation et accessibilité

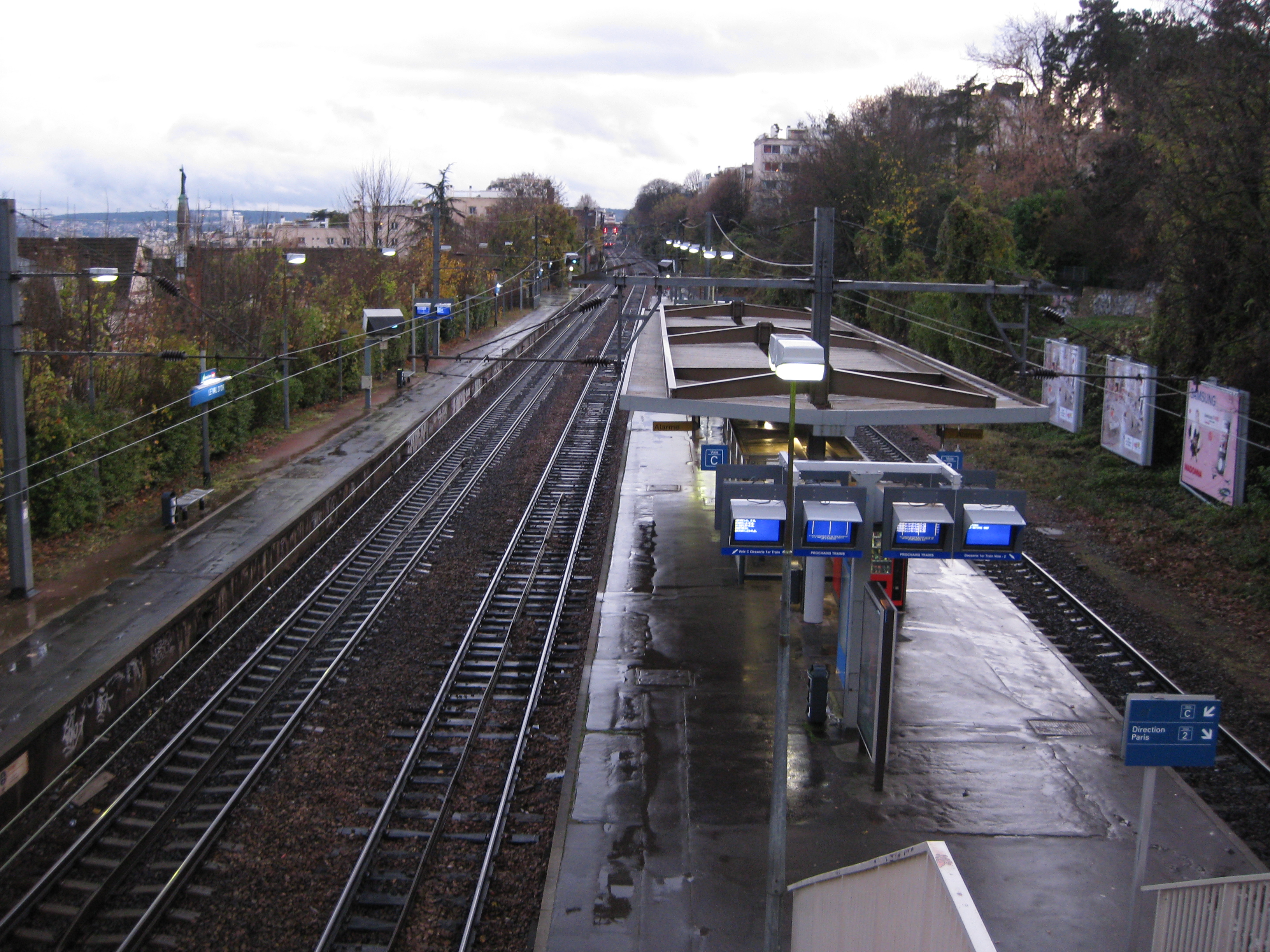
Quai central en 2008.

Au début des années 2000, l'ancienne passerelle, qui surplombe la gare et permet l'accès aux quais mais aussi la liaison entre la ville haute et la ville basse de Saint-Cloud, est fatiguée après plus de cent ans d'existence. Une réflexion est posée pour la remplacer en tenant compte d'un objectif d'accessibilité aux personnes handicapées et des contraintes dues, à son site exigu, à ses diverses fonctions, et également à son esthétique puisqu'elle est située dans l'espace naturel protégé du mont Valérien. Ce projet est affiné par ses promoteurs, la SNCF, dans le cadre de son référentiel « Mobigare », la région Île-de-France, avec son programme de « déploiement des projets de mise en accessibilité », en concertation avec la ville de Saint-Cloud et des associations,,.
Le point central de cet important chantier est la construction d'une nouvelle passerelle publique surplombant la ligne du chemin de fer, avec les voies de cheminement de la commune entre le haut et le bas du coteau. Ses liens avec le site ferroviaire, notamment les quais A et B, sont composés de quatre ascenseurs, deux escaliers mécaniques et quatre escaliers fixes. Les quais et l'ancien bâtiment voyageurs sont également inclus dans le chantier avec d'importantes rénovations.
Pour rendre le site le plus accessible possible, les travaux vont consister à remplacer le mobilier en supprimant tout ce qui pouvait présenter un obstacle au cheminement, à modifier les revêtements, à mettre en place une signalétique adaptée aux différents types de handicap et à mettre aux normes l'éclairage. Pour le contrôle des billets, un passage élargi est installé et un nouvel « automate rapide Transilien » est posé. Globalement, les aménagements concernent les différents types de handicap qu'ils soient physiques ou sensoriels.
En mars 2011, avant la fin du chantier, le site de la gare du Val d'Or est lauréat, avec treize autres sites, du « concours du recueil de belles pratiques et de bons usages en matière d'accessibilité de la Cité ».

Chantier en mars 2011
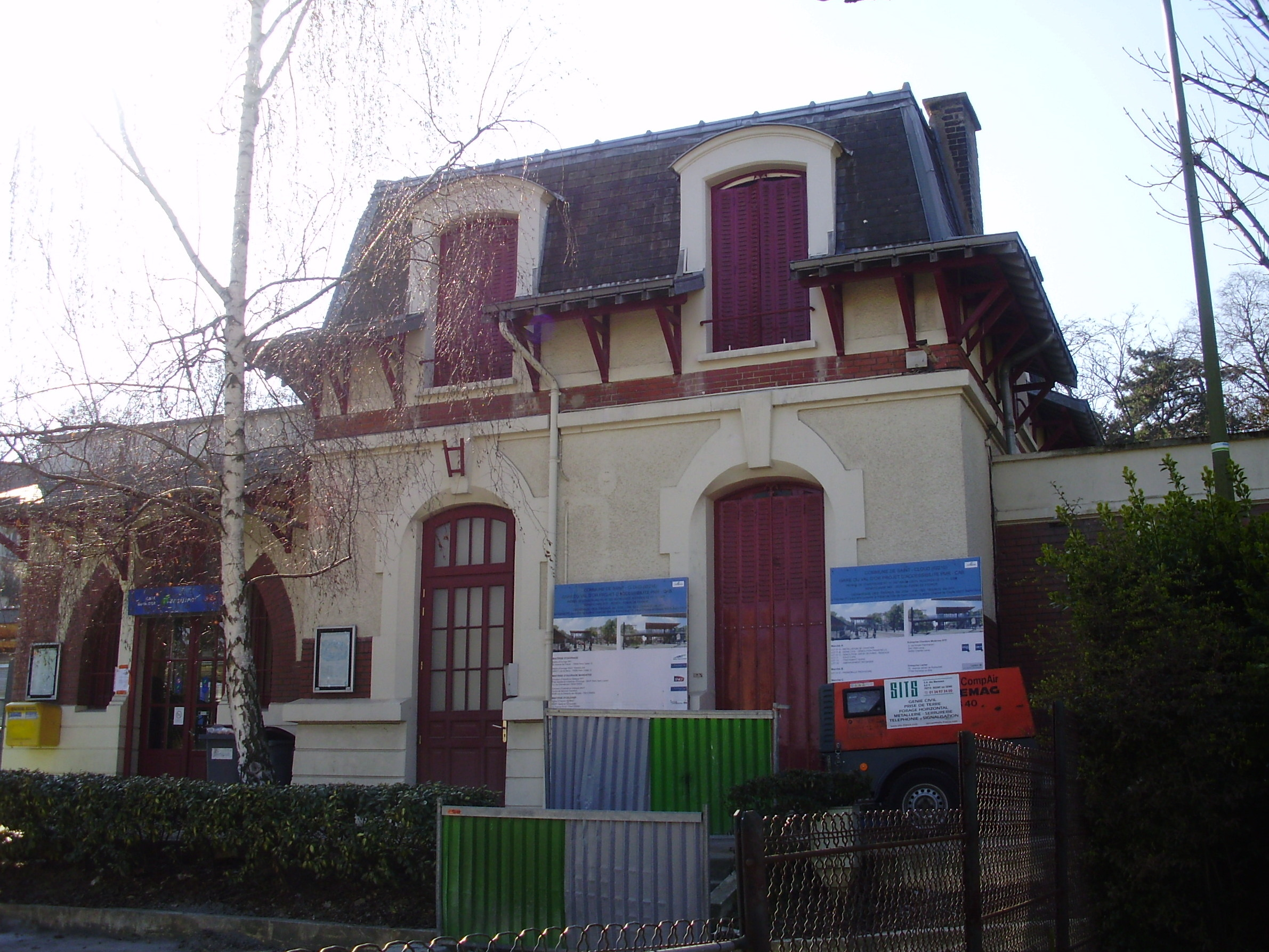
Bâtiment voyageurs.
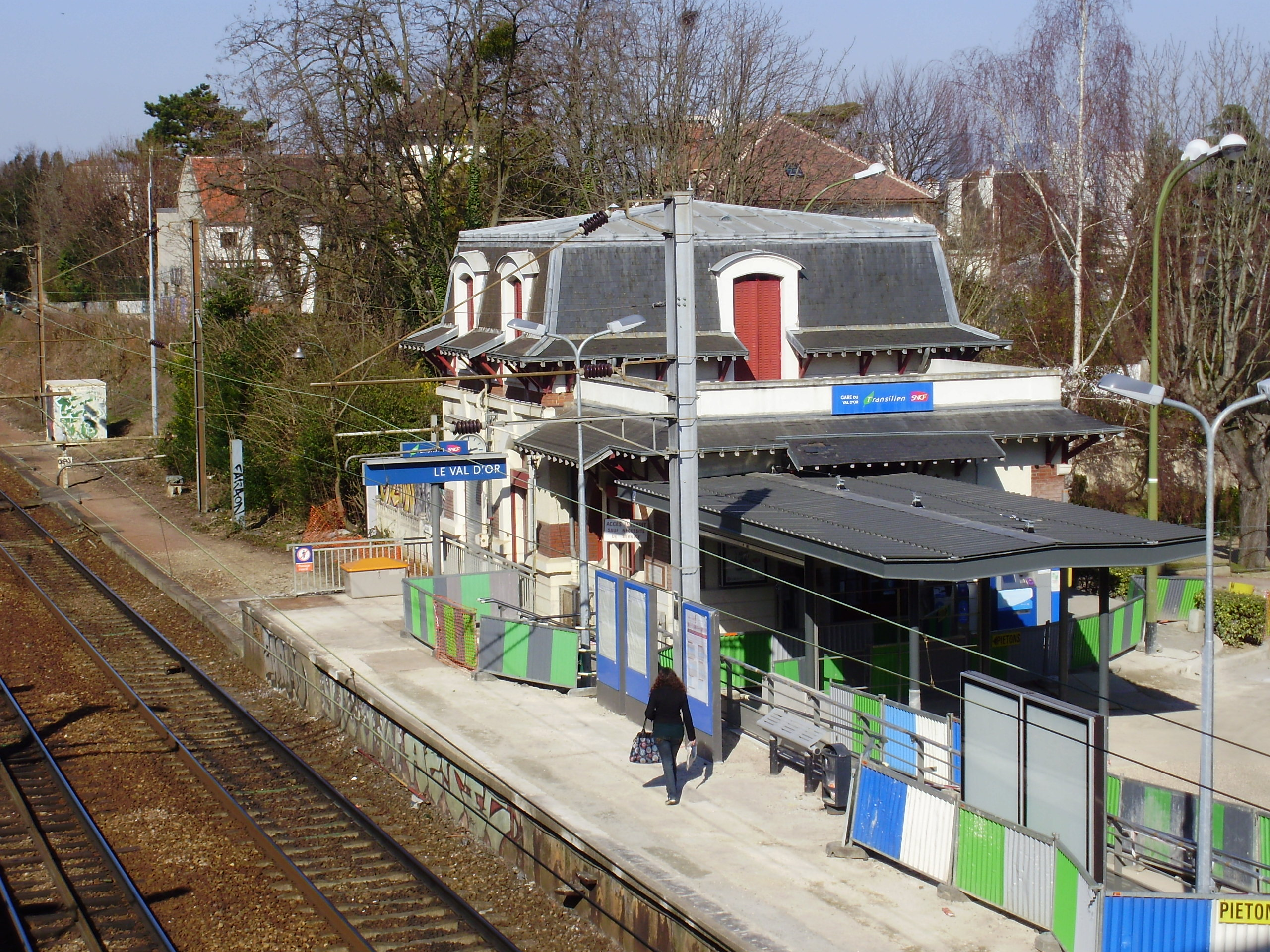
Vue depuis la passerelle.
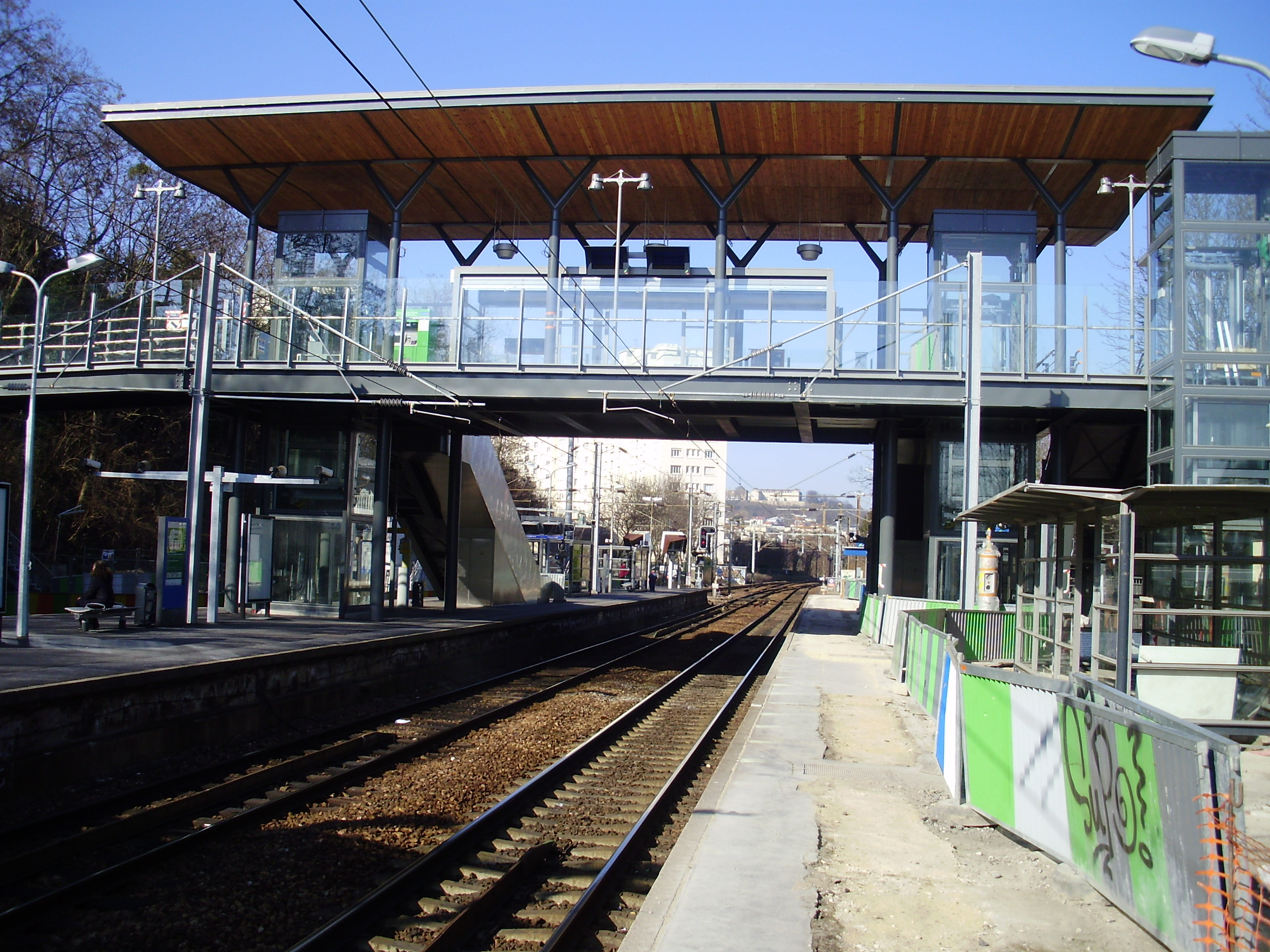
Nouvelle passerelle.

Les voies sont également l'objet de travaux de rénovation. En janvier 2013, la SNCF met en place un chantier éclair avec environ 200 ouvriers. En quarante-huit heures, ils remplacent trois aiguillages et 850 m de voie, avec un renouvellement du ballast.

### 2015-2016, modification de la desserte

#### Fin de la desserte par laligne U

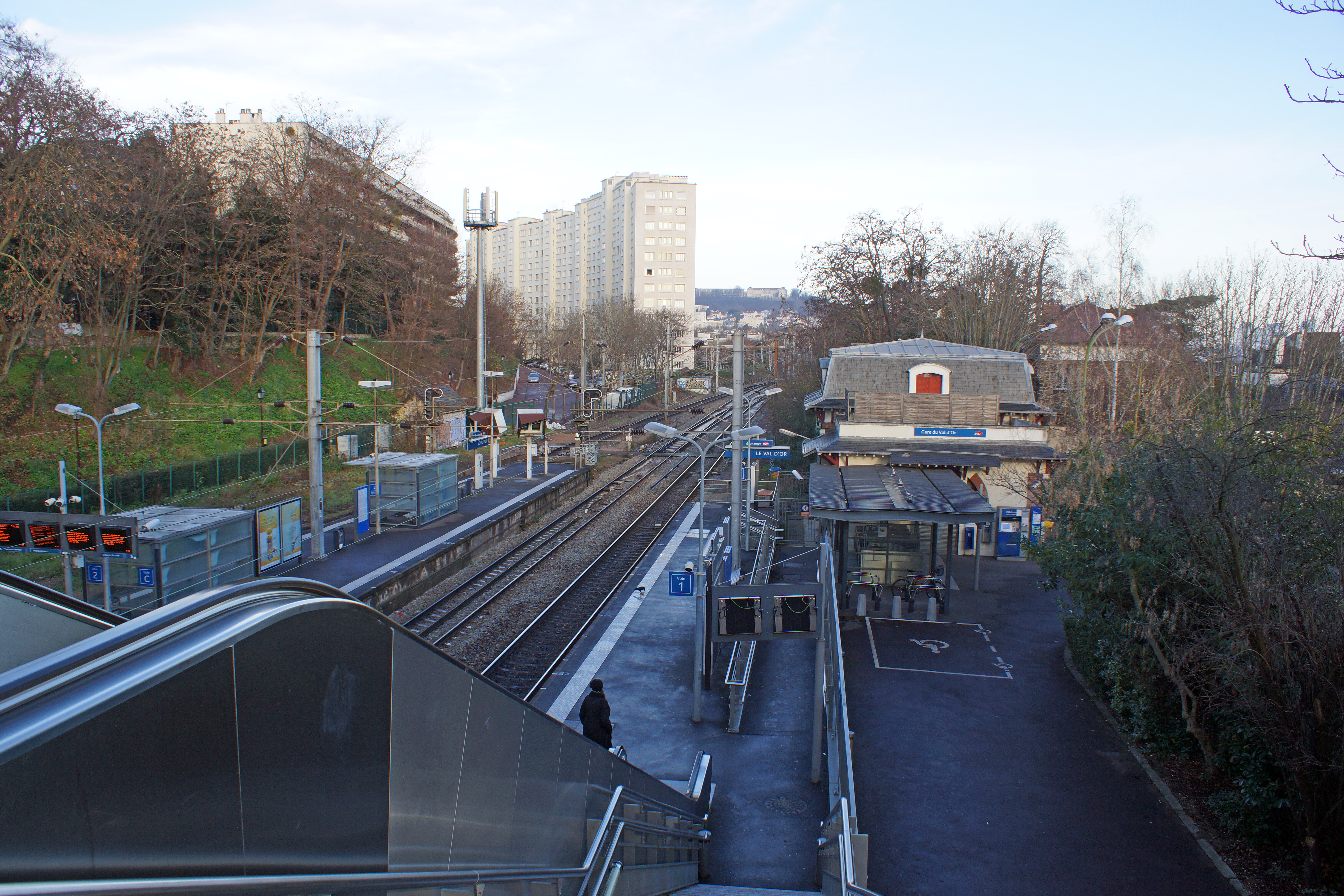
Vue depuis la passerelle en 2015.

En 2013, des usagers, de la ligne L, lassés par des retards récurrents et par les trains qui passent sans s'arrêter, créent l'association « Plus de trains pour la Défense ». Après avoir conquis d'autres usagers, l'association s'organise avec au moins un référent pour chaque gare de la ligne. Ces référents s'intéressent à l'ensemble de la ligne et aux grilles horaires. Cela leur permet d'ouvrir un réel dialogue avec la SNCF. Deux comités de ligne sont mis en place et réussissent à faire avancer le dossier en faisant des propositions d'urgence comme supprimer un train, direct ou pas, ce qui permet que les suivants s'arrêtent à toutes les gares sans se préoccuper du retard pris. Les cadres de la SNCF sont bousculés dans leurs schémas ; l'un d'eux reconnaît : « longtemps, nous acceptions de sacrifier 1 000 voyageurs pour que les 50 000 suivants soient pile à l'heure. Nous avons changé ».
À compter de la mise en œuvre du service annuel 2016, le 13 décembre 2015, la gare n'est plus desservie par les trains de la ligne U du Transilien, qui y marquaient tous l'arrêt depuis la création de cette ligne le 28 mai 1995. Cet arrêt de la desserte de la gare ainsi que la modification de l'offre en général a été justifiée car « la qualité de service de la ligne L Sud est dégradée […] ne répond pas aux besoins émergents et futurs, principalement vers la Défense […] présente un certain nombre de points de fragilité intrinsèques »
.

#### Poursuite de la desserte par la ligne L
Ce même 13 décembre 2015, une nouvelle grille horaire modifie la fréquence de la desserte des trains de la ligne L du Transilien, lors de l'entrée en vigueur du service annuel 2016. Les « 500 usagers de la gare » se « voient comme sacrifiés » lors des choix faits pour améliorer la fluidité du trafic sur les lignes L et U. Néanmoins les plus pénalisés, en temps de parcours, sont ceux qui ne vont pas vers Paris mais vers d'autres villes de banlieue, comme vers Suresnes pour les salariés de Dassault Aviation.
Le 14 janvier 2016 les premières impressions sont qu'il y a moins de monde dans les trains, ce qui permet d'y monter au lieu d'attendre le suivant, et qu'il y a également moins de suppressions de trains. Les usagers attendent maintenant que les promesses d'investissements importants pour le renouvellement du matériel roulant et l'amélioration de l'infrastructure soient tenues afin d'arriver à un service de transport véritablement performant.

## Fréquentation de la gare
Le trafic montant quotidien atteint 1 153 voyageurs en 1938, 2 950 en 1973 et enfin redescend à 2 200 voyageurs par jour en 2003, baisse consécutive à la mise en service de la ligne 2 du tramway en 1997. Selon les estimations de la SNCF, la fréquentation annuelle de la gare est de 1 533 985 voyageurs en 2016 et 1 532 242 voyageurs en 2017.

## Service des voyageurs

### Accueil
Gare du Transilien, elle dispose d'un bâtiment voyageurs, ouvert tous les jours, équipé d'automates pour l'achat de titres de transport Transilien et Grandes lignes. Des distributeurs de boissons, friandises et journaux y sont installés. Une passerelle, équipée d'ascenseurs et d'escaliers mécaniques, est accessible depuis la rue du Pierrier et l'avenue Alfred-Belmontet, et permet la traversée des voies et l'accès aux quais.
Près de la passerelle, côté rue du Pierrier, un Lions club — club service — a financé l'installation d'une « boîte à livres » qui a été inaugurée le 30 mai 2018. Ces boîtes déployées dans plusieurs villes ou gares de France sont destinées à permettre la circulation des livres, à l'image du bookcrossing,.

La passerelle en décembre 2015
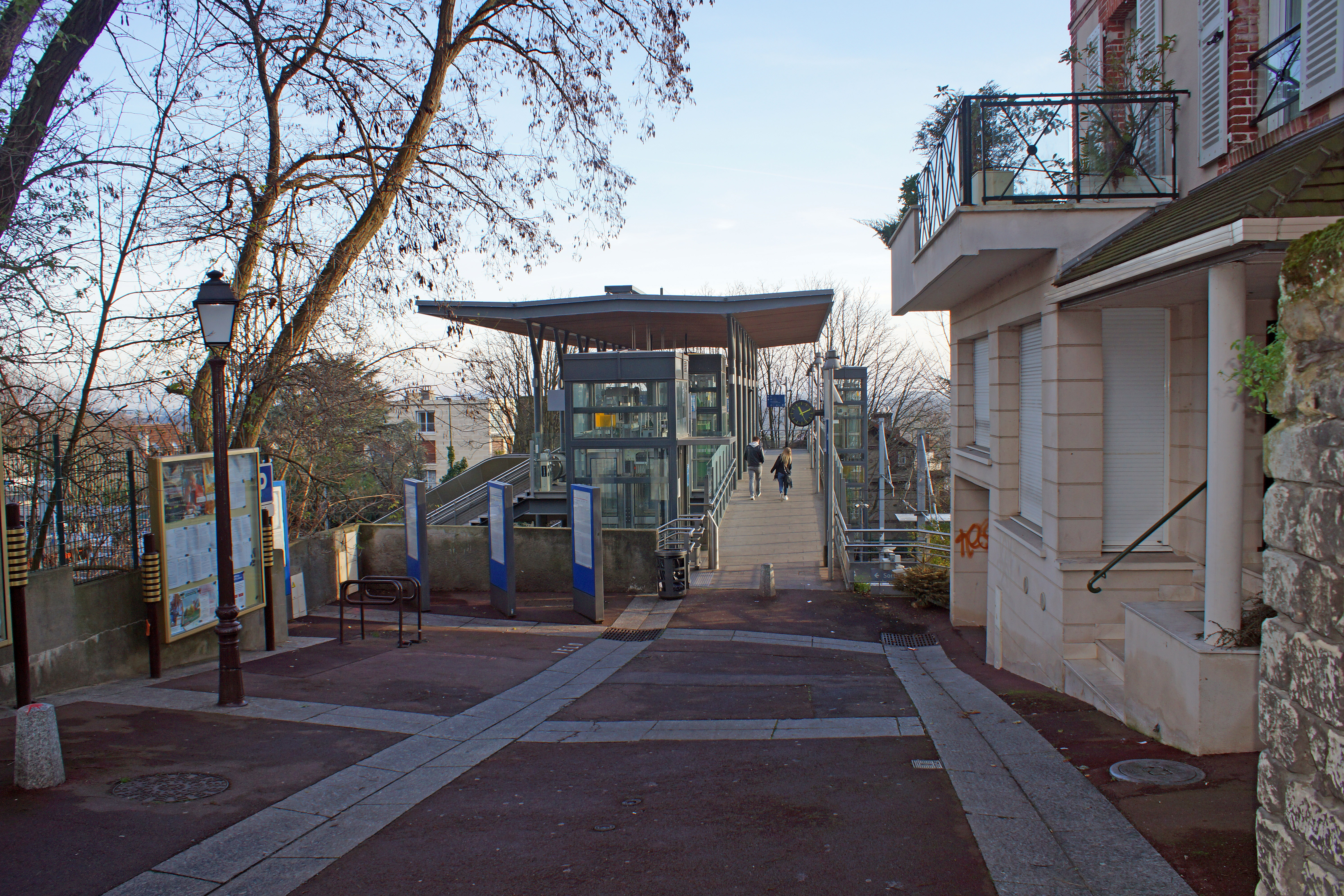
Voie d'accès à la passerelle.
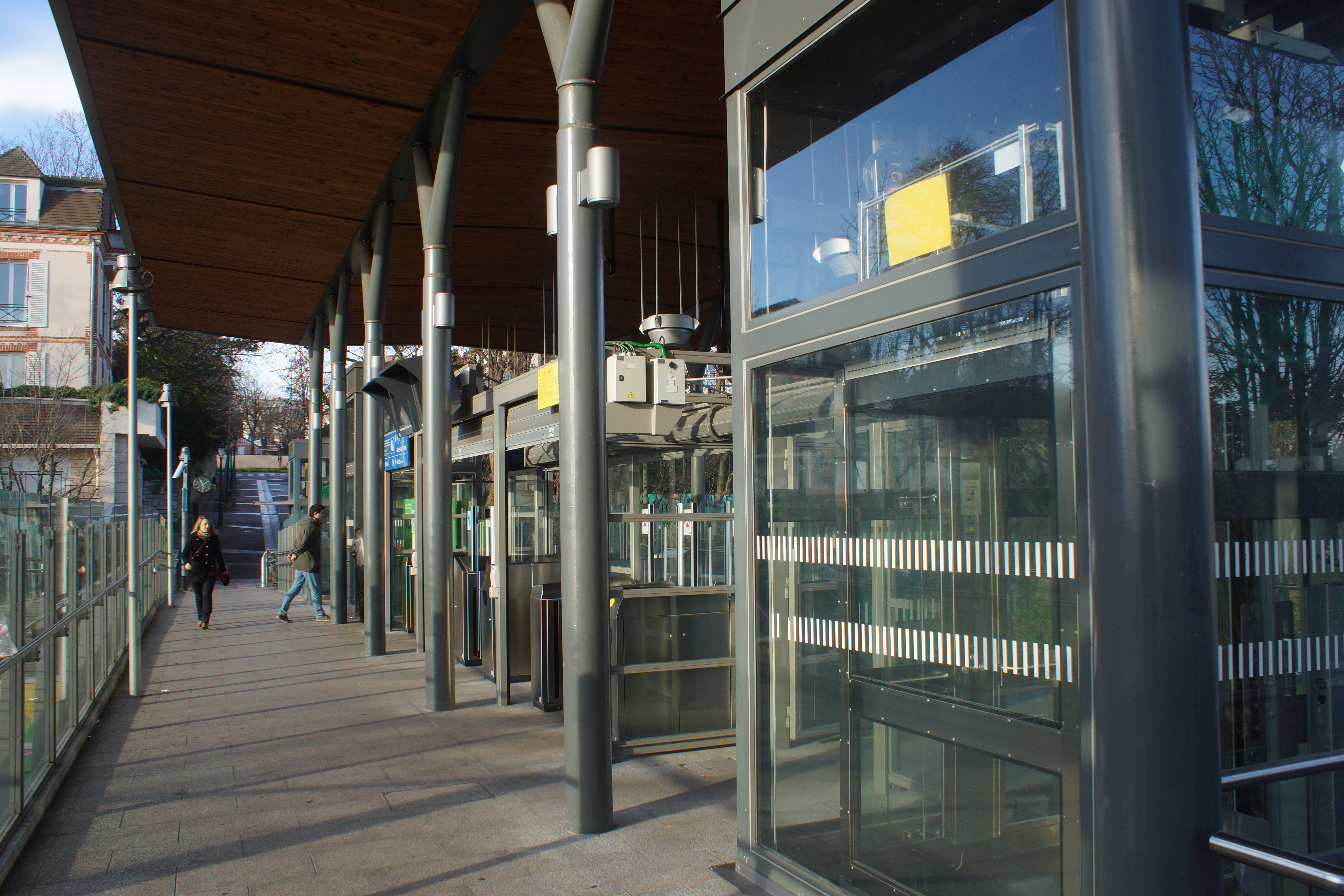
Passerelle et ses ascenseurs.
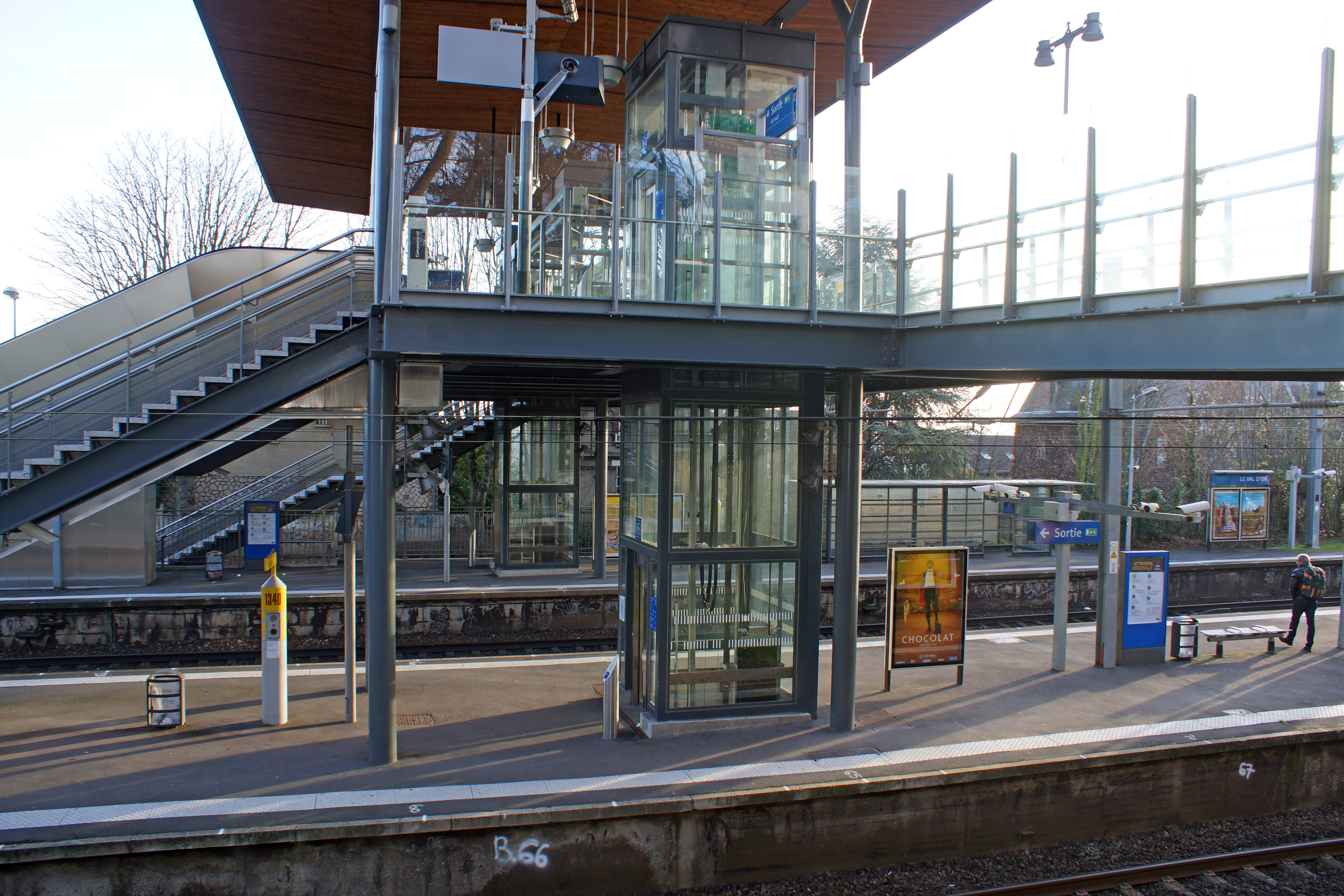
Les quais et les ascenseurs.

### Desserte
La gare est desservie par les trains de la ligne L de la « région » du Transilien Paris Saint-Lazare en provenance ou à destination de Saint-Nom-la-Bretêche (sauf en début de matinée et en fin de soirée, où la desserte est également assurée par les trains de et vers Versailles-Rive-Droite) à raison d'un train toutes les 10 minutes aux heures de pointe et toutes les 15 minutes aux heures creuses et en soirée.
Le temps de trajet depuis Paris-Saint-Lazare est de 18 min sauf pour le premier train de la journée et ceux de fin de soirée à partir de 21 h 41 où il est de 21 min. À titre indicatif, selon les estimations de Google Maps, le même trajet en automobile demande de 25 à 30 min en fonction de l'itinéraire emprunté.

Desserte en février 2019
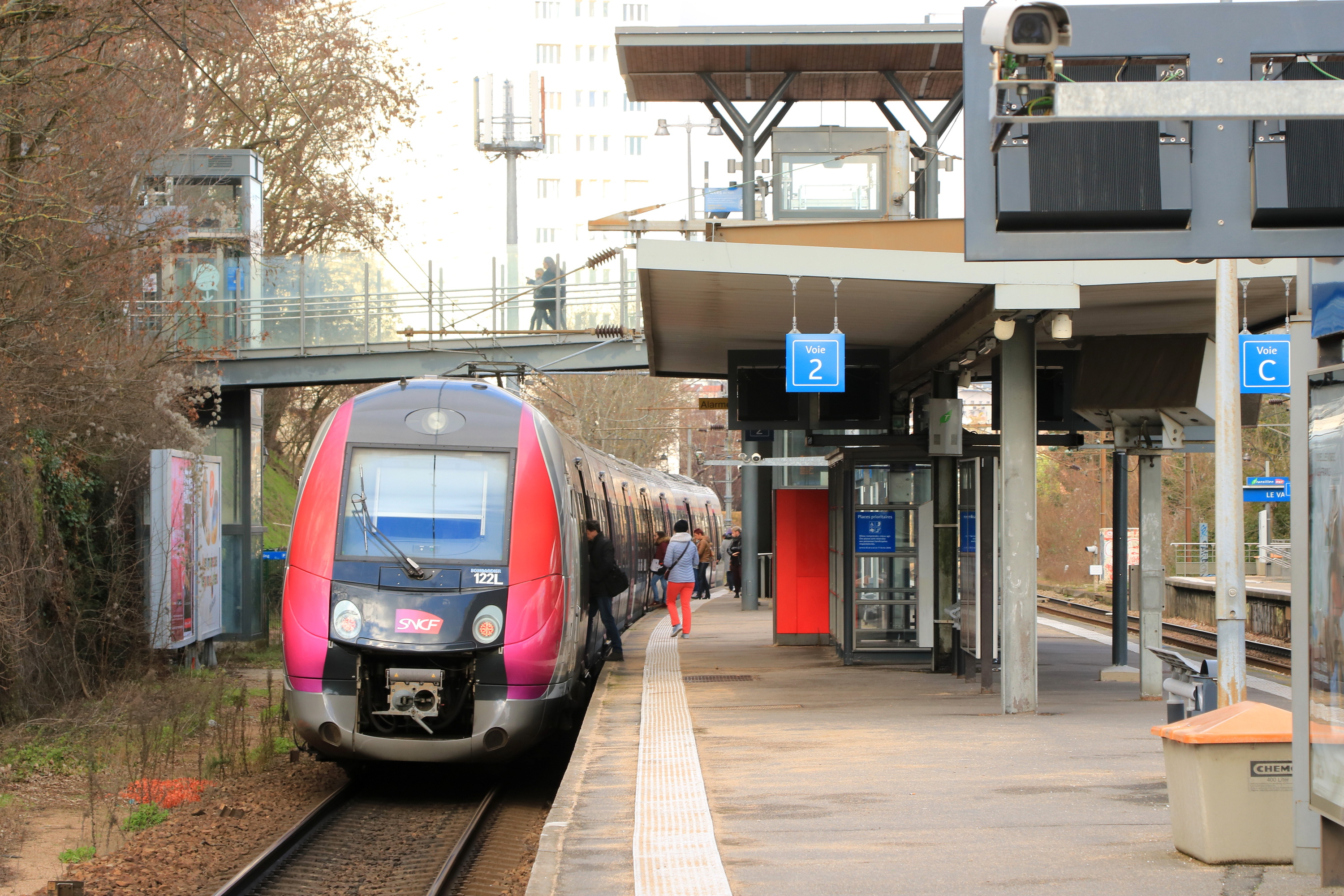
Rame Z 50000 no 122L en direction de Paris-Saint-Lazare.
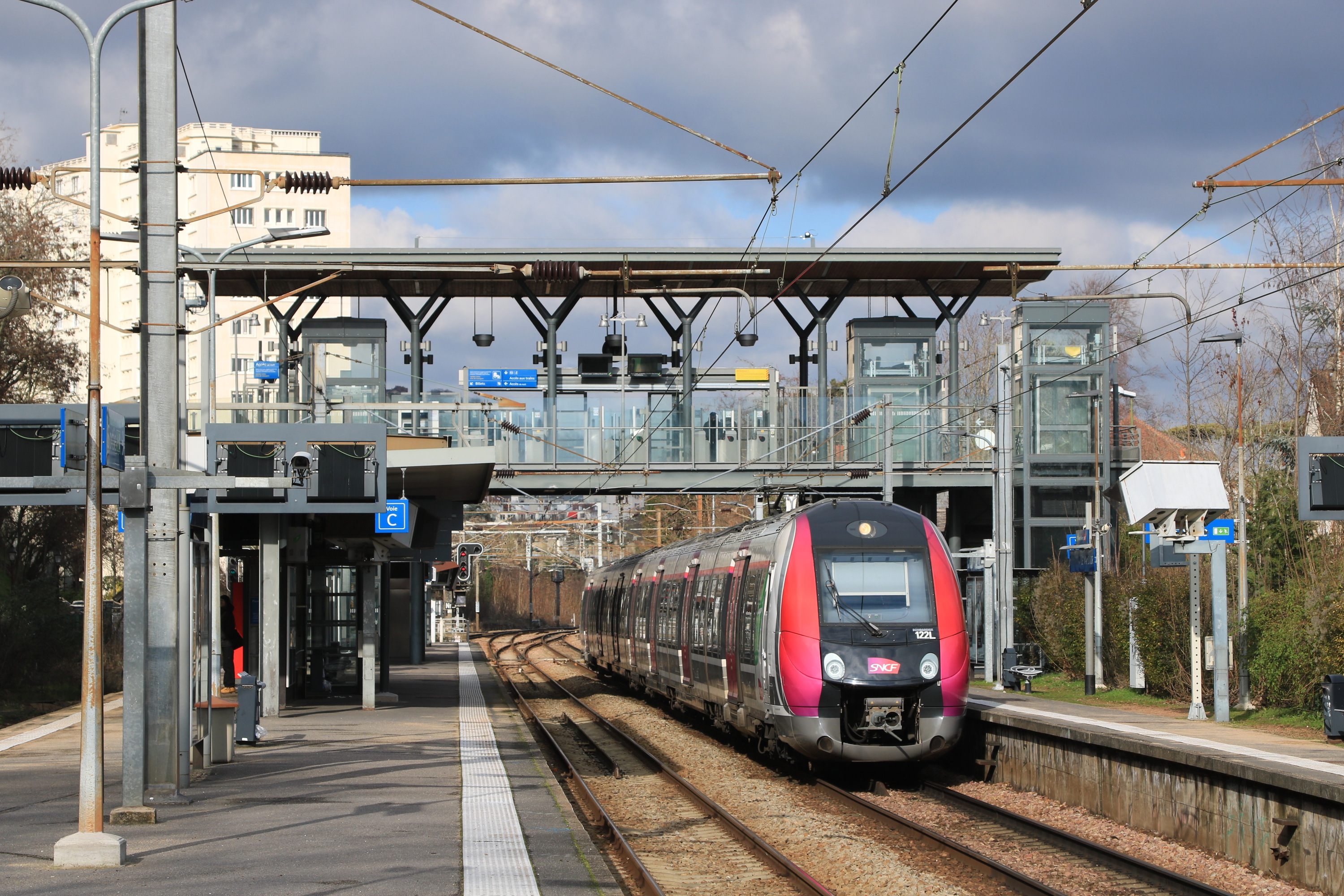
Rame Z 50000 no 122L en direction de Saint-Cloud.

### Intermodalité
Les voyageurs disposent d'un parc pour les vélos et d'un parking payant pour les véhicules d'une capacité de 100  à   200 places. Selon le schéma de la ligne L du Transilien, une correspondance par la voie publique (en empruntant l'avenue de Longchamp) est possible avec la station Les Coteaux de la ligne de tramway T2.
La gare est desservie par les lignes 144, 160, 244, 360 et 471 du réseau de bus RATP, par la ligne 40 du réseau de bus Argenteuil - Boucles de Seine et, la nuit, par la ligne N53 du réseau Noctilien.